# Emma Willard
Emma Hart Willard (Berlin, Connecticut, 23 de enero de 1787 - 15 de abril de 1870) fue una activista estadounidense de los derechos de las mujeres, escritora y cartógrafa que dedicó su vida a la educación. Trabajó en varias escuelas y fundó la primera escuela para la educación superior de las mujeres, el Seminario femenino Troy en Troy, Nueva York. Con el éxito de su escuela, Willard pudo viajar por todo el país y el extranjero para promover la educación de las mujeres. El seminario pasó a llamarse Escuela Emma Willard en 1895 en su honor.

## Biografía
Emma Willard nació el 23 de febrero de 1787, en Berlin, Connecticut. Era la decimosexta de diecisiete hijos de su padre, Samuel Hart, y su segunda esposa, Lydia Hinsdale Hart. Su padre era un granjero que animaba a sus hijos a leer y pensar por sí mismos. A una edad temprana, el padre de Willard reconoció su pasión por el aprendizaje. En ese momento, a las mujeres solo se les daba educación básica, pero Willard se incluía en discusiones familiares como política, filosofía, política mundial y matemáticas que eran principalmente temas masculinos. A los 15 años, Willard se matriculó en su primera escuela en 1802 en su ciudad natal de Berlín. Progresó tan rápido que solo dos años después, a la edad de 17 años, estaba enseñando allí. Willard finalmente se hizo cargo de la academia por un período en 1806.

### Carrera
En 1807, Willard dejó Berlín y trabajó brevemente en Westfield, Massachusetts, antes de aceptar una oferta de trabajo en una academia femenina en Middlebury, Vermont. Ocupó el cargo de directora en Seminario femenino Middlebury desde 1807 hasta 1809. No le impresionó el material enseñado allí y abrió un internado para mujeres en 1814, en su propia casa. Ella se inspiró en las materias que su sobrino, John Willard, que estaba aprendiendo en Middlebury College y se esforzó por mejorar el plan de estudios que se enseñaba en las escuelas de niñas. Willard creía que las mujeres podían dominar temas como las matemáticas y la filosofía en lugar de solo las materias que se enseñaban en las "escuelas de acabado" (en inglés, finishing schools) o escuelas de buenos modales, que generalmente son internados privados para niñas de clase alta. Esta pasión por la educación de las mujeres la llevó a luchar por la primera escuela de mujeres para la educación superior.

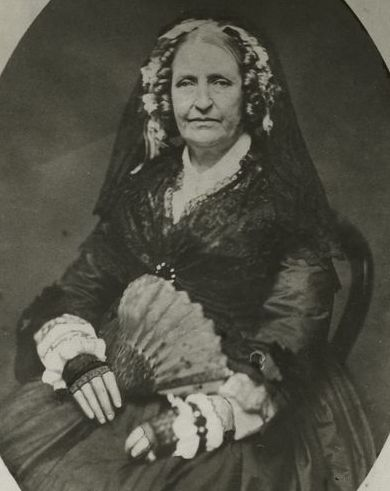
Retrato de Emma Willard.

Su éxito la inspiró a compartir sus ideas sobre educación y escribir "Un plan para mejorar la educación femenina" en 1819, un folleto que presentó a los miembros de la Legislatura de Nueva York. Su plan incluía una propuesta para que un seminario de mujeres fuera financiado públicamente al igual que las escuelas de hombres. Willard no recibió una respuesta de los legisladores, muchos de los cuales creían que la educación de las mujeres era contraria a la voluntad de Dios. Willard finalmente recibió el apoyo del gobernador de Nueva York DeWitt Clinton, quien la invitó a abrir una escuela allí. Originalmente, Willard abrió una institución en Waterford, Nueva York pero no recibió el apoyo financiero prometido y, por lo tanto, trasladó su escuela a Troy, Nueva York, donde recibió más apoyo y financiación.
El Seminario Femenino Troy se inauguró en septiembre de 1821, para estudiantes internas y de día. Esta fue la primera escuela en los Estados Unidos en ofrecer educación superior para mujeres. El plan de estudios consistía en las materias que había deseado incluir en la educación de las mujeres: matemáticas, filosofía, geografía, historia y ciencias. Willard condujo a la escuela al éxito, y en 1831, la escuela había matriculado a más de 300 estudiantes. La escuela atrajo a estudiantes de familias ricas o familias de alta posición. Aunque la mayoría de las estudiantes terminarían siendo amas de casa, Willard nunca obstaculizó la búsqueda de sus estudiantes hacia la educación de las mujeres y continuó luchando por sus derechos. No fue partidaria del movimiento de sufragio femenino a mediados del siglo XIX porque creía que la educación de las mujeres era un asunto mucho más importante.
Cuando Emma Willard se dirigió a la Legislatura del Estado de Nueva York en 1819, el año anterior, por ejemplo, Thomas Jefferson había escrito una carta en la que sugería que las mujeres no deberían leer novelas "como una masa de basura" con pocas excepciones "Por la misma razón, también, mucha poesía no debe permitirse". Emma Willard dijo a la legislatura que la educación de las mujeres "se ha dirigido de manera demasiado exclusiva como para que puedan exhibir en beneficio de los encantos de la juventud y la belleza". El problema, dijo, era que "el gusto de los hombres, sea lo que sea, se ha convertido en un estándar para la formación del personaje femenino". La razón y la religión nos enseñan, dijo, que "nosotras también somos existencias primarias... no los satélites de los hombres".

### Familia

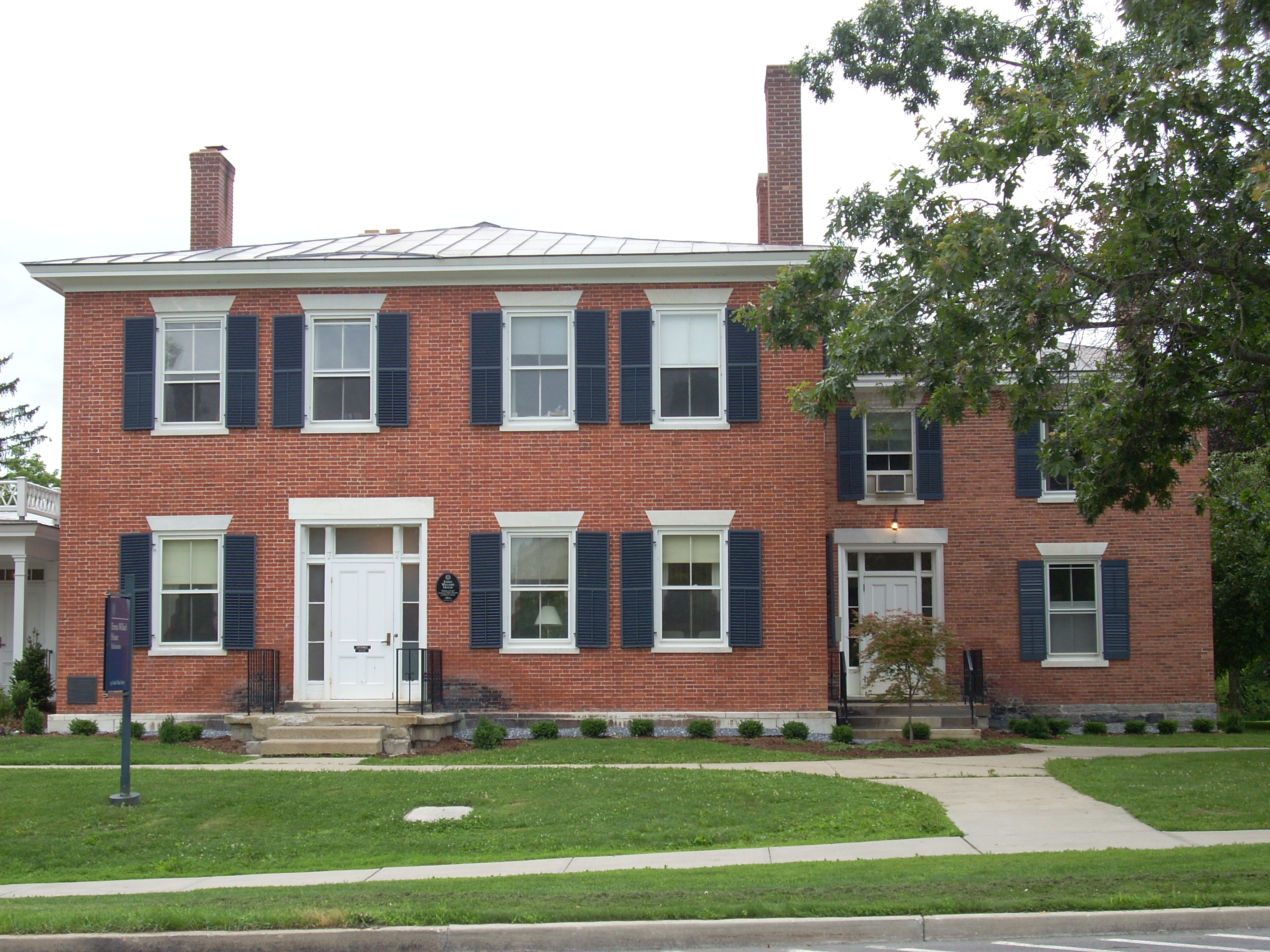
La Casa de Emma Willard en Middlebury.

Mientras trabajaba en la academia en Middlebury, Willard conoció a su futuro esposo John Willard. Era médico y 28 años mayor que ella. JJohn Willard trajo a cuatro hijos al matrimonio de sus matrimonios anteriores. Su sobrino, también llamado John Willard, vivió con ellos mientras asistía a Middlebury College, lo que le dio a Emma Willard mucha inspiración para formar sus puntos de vista educativos. La hermana menor de Emma Willard, Almira Hart Lincoln Phelps, se unió a Emma en 1823, después de la muerte de su primer esposo, Simeon Lincoln, y enseñó en el Seminario Femenino Troy durante ocho años.
Emma y John Willard tuvieron un hijo juntos, llamado John Willard Hart, quien recibió la dirección del Seminario Femenino Troy cuando Willard lo dejó en 1838. El primer esposo de Emma murió en 1825 y en 1838 se casó con Christopher C. Yates, pero se divorciaron en 1843.

### Últimos años
John Willard, el esposo de Emma, murió en 1825. Dirigió el Seminario Femenino Troy hasta que se volvió a casar en 1838 y dejó la escuela en manos de su hijo y su nuera. Se casó con el Dr. Christopher Yates y se mudó a Boston con él. Renunció a su carrera, y después de nueve meses de matrimonio se separaron y se le otorgó un Decreto nisi en 1843. Pasó sus últimos años viajando por América y por toda Europa para promover la educación de las mujeres. En apoyo de sus esfuerzos, publicó una serie de artículos y presentó conferencias en todo el país para promover la causa. Su asistente personal era Celia M. Burleigh. Los esfuerzos de Willard ayudaron a establecer una escuela para mujeres en Atenas, Grecia. Emma Willard murió el 15 de abril de 1870 en Troy, Nueva York y fue enterrada en el cementerio de Oakwood.

## Legado
El Seminario Femenino Troy pasó a llamarse Escuela Emma Willard en 1895, en su honor y hoy todavía promueve su fuerte creencia en la educación de las mujeres. Una estatua en honor por sus servicios a la causa de la educación superior se erigió en Troy en 1895. El Memorial Emma Willard se erigió en Middlebury en 1941. En 1905, Willard fue incluida en el Salón de la Fama para Americanos Ilustres en el Bronx, Nueva York. En 2013, Willard fue incluida en el Salón Nacional de la Fama de Mujeres.

## Obras
Junto con las ganancias obtenidas del Seminario Femenino Troy, Willard también se ganaba la vida escribiendo. Ella escribió varios libros de texto a lo largo de su vida, incluidos libros sobre historia y geografía. Algunas de sus obras son History of the United States, or Republic of America (1828), A System of Fulfillment of a Promise (1831), A Treatise on the Motive Powers which Produce the Circulation of the Blood (1846), Guide to the Temple of Time and Universal History for Schools (1849), Last Leaves of American History (1849), Astronography; or Astronomical Geography (1854), and Morals for the Young (1857). Los textos de historia y geografía de Willard incluían tanto a mujeres como a hombres y enfatizaban la condición de la mujer como determinante principal para determinar si una sociedad podía describirse como civilizada. Su pedagogía geográfica de dibujo de mapas se hizo popular en Estados Unidos y también fue influyente en las escuelas misioneras estadounidenses en el sur de Asia durante el siglo XIX. Willard también publicó un libro de poesía, The Fulfilment of a Promise (1831) con su poema más popular titulado "Rocked in the Cradle of the Deep", que, según los informes, escribió en un viaje por el océano en 1839. En 1830, hizo una gira por Europa. Tres años después, ella donó las ganancias de su libro sobre sus viajes a una escuela para mujeres que ayudó a fundar en Atenas, Grecia.

### Trabajos en coautoría
Willard coescribió The Woodbridge and Willard Geographies and Atlases (1823), con el geógrafo estadounidense William Channing Woodbridge; También con Woodbridge fue coautora de A System of Universal Geography on the Principles of Comparison and Classification. Ella ha sido objeto de varias biografías. Sus geografías son discutidas por Calhoun y sus historias por Baym.